# Société auxiliaire française de tramways
La Société auxiliaire française de tramways (SAFT) est créée dans les années 1920 pour construire des tramways pour la Compagnie générale française de tramways (CGFT) dont elle est une filiale. Elle réalise diverses séries modernes pour plusieurs de ses réseaux dans les ateliers d'Orléans.

## La production
Tous les véhicules produits étaient à deux essieux
- Remorques pour les tramways d'Orléans, 5 unités, livrées en 1923,
- Remorques pour les tramways de Marseille, 95 unités, livrées en 1923,
- Remorques pour les tramways de Toulon, 48 unités, livrées en 1926,
- Remorques pour les tramways du Havre, 10 unités, livrées en 1929,
- Motrices pour les tramways de Toulon, 6 unités, livrées en 1931,
- Motrices pour les tramways du Havre, 6 unités, livrées en 1932,